# Піс (річка)

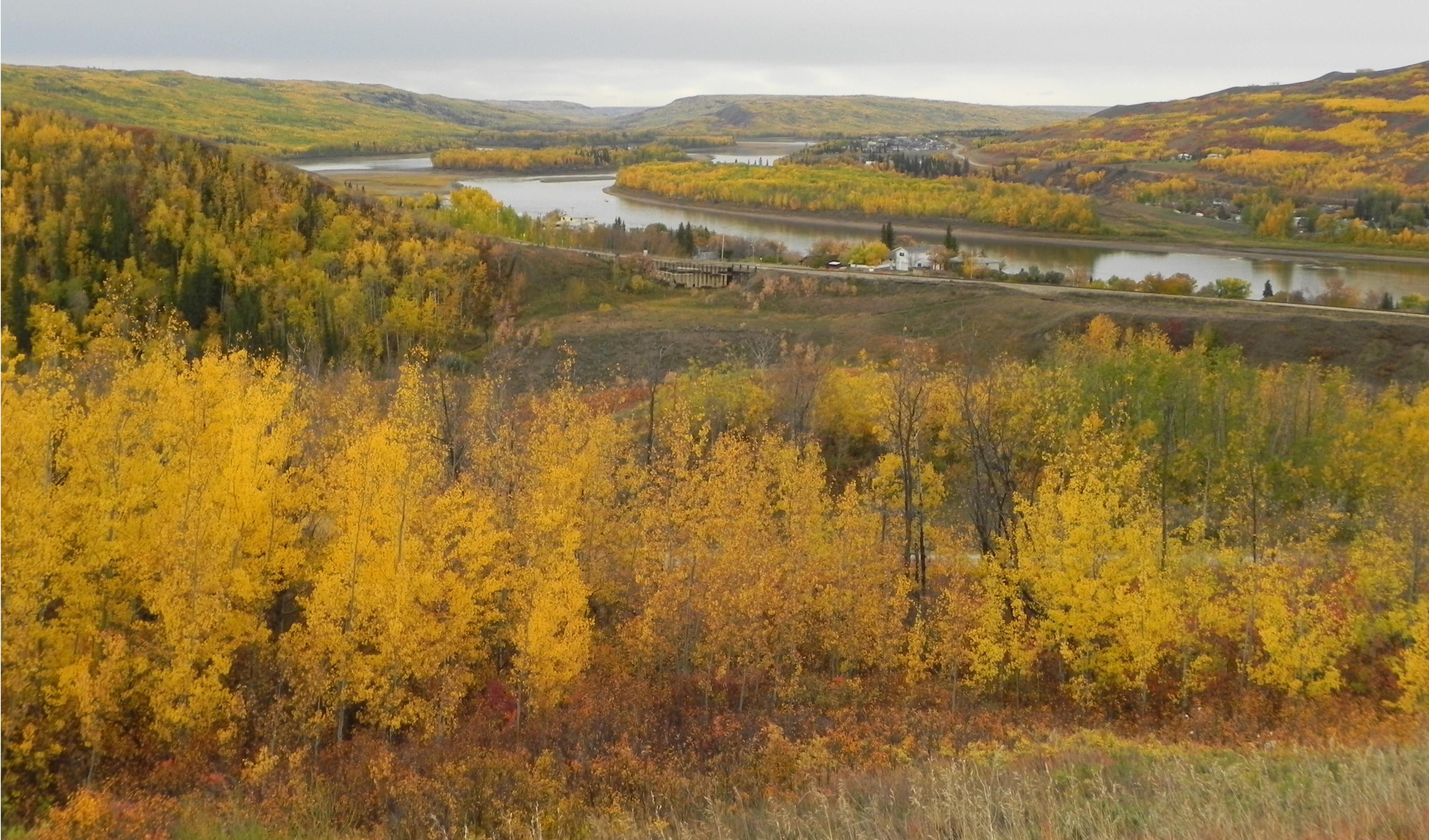
Річка Піс восени

Пі́с (англ. Peace River, фр. Rivière de la Paix — «річка миру») — річка в Канаді, що починається в Скелястих горах на півночі Британської Колумбії та тече через північну Альберту.
Річка Піс належить до річкової системи Маккензі і витікає в Британській Колумбії, з озера Віллістон в Скелястих горах. Воно є штучним водосховищем, головною притокою якого є річка Фінлей. Від греблі Беннетта, Піс тече в північно-східному напрямі через всю провінцію Альберта до річки Невільничої, куди і впадає.
Річковий басейн Піс охоплює територію площею в 302 500 км².